# سوزاق
سوزاق (قزاقی: Созақ) یک شهرک در قزاقستان است که در استان ترکستان واقع شده‌است. سوزاق ۴۳۳۵ نفر جمعیت دارد.